# Brielle
Brielle, Den Briel  – miasto i gmina w Holandii Południowej licząca 15,866 mieszkańców.

## Miasta partnerskie
- Queenborough, Wielka Brytania
- Havlíčkův Brod, Czechy